# Momentum 1 Day Cup 2017/18
Der Momentum 1 Day Cup 2017/18 war die 37. Austragung der nationalen List A Cricket-Meisterschaft in Südafrika. Der Wettbewerb wurde zwischen dem 20. Dezember 2017 und 3. Februar 2018 zwischen den sechs südafrikanischen First-Class-Franchises ausgetragen. Das Finale zwischen den Warriors und den Dolphins konnte wegen starken Regens nicht ausgetragen werden. Deswegen teilten die beide Mannschaften die Meisterschaft.

## Format
Die sechs Mannschaften spielten in einer Gruppe jeweils zweimal gegen jedes andere Team. Für einen Sieg gibt es vier Punkte, für ein Unentschieden oder No Result zwei und für eine Niederlage keinen Punkt. Ein Bonuspunkt wird vergeben, wenn bei einem Sinn die eigene Runzahl die des Gegners um das 1,25-fache übersteigt. Des Weiteren ist es möglich, dass Mannschaften Punkte abgezogen bekommen, wenn sie beispielsweise zu langsam spielen. Die ersten vier Mannschaften qualifizierten sich für das Halbfinale.

## Resultate

### Gruppenphase
Tabelle
| Teams       | Sp. | S | N | U | R | NR | BP | Ded | Punkte | NRR    |
| ----------- | --- | - | - | - | - | -- | -- | --- | ------ | ------ |
| Titans      | 10  | 7 | 3 | 0 | 0 | 0  | 5  | 0   | 33     | +1.019 |
| Cape Cobras | 10  | 7 | 3 | 0 | 0 | 0  | 3  | 0   | 31     | +0.334 |
| Dolphins    | 10  | 6 | 3 | 1 | 0 | 0  | 3  | 0   | 29     | +0.338 |
| Warriors    | 10  | 4 | 6 | 0 | 0 | 0  | 1  | 0   | 17     | −0.338 |
| Lions       | 10  | 3 | 6 | 1 | 0 | 0  | 2  | 0   | 16     | −0.183 |
| Knights     | 10  | 1 | 7 | 2 | 0 | 0  | 3  | 0   | 11     | −1.125 |

## Halbfinale
| 30. Januar Scorecard | Centurion | Titans 230 (49.4)              | – | Warriors 231-2 (34.5) |
|                      |           | Warriors gewinnt mit 8 Wickets |   |                       |

| 31. Januar Scorecard | Kapstadt | Dolphins 230 (50)            | – | Cape Cobras 181 (46.3) |
|                      |          | Dolphins gewinnt mit 49 Runs |   |                        |

## Finale
| 2. Februar Scorecard | Durban | Dolphins 156-6 (39.4) | – | Warriors |
|                      |        | No Result             |   |          |

| 3. Februar Scorecard | Durban | Dolphins       | – | Warriors |
|                      |        | Spiel abgesagt |   |          |